# Tarchia tumanovae
Tarchia tumanovae — вид анкілозаврів, верхньокрейдові рештки яких виявлено в Монголії, формація Немегет.

## Опис
Зразок уключає добре збережений череп, спинний, крижовий, хвостовий хребці, шістнадцять спинних ребер, клубову кістку, часткову сідничну кістку, вільні остеодерми та хвостову булаву.

## Етимологія
Вид названий на честь Тетяни Туманової за її внесок у розуміння монгольських анкілозаврів.